# Кинфарх
Кинфарх Валлийский (V век) — вождь Валлийский. День памяти — 8 сентября.
Св. Кинфарх (Cynfarch, Cynfarch Oer), или Кингсмарк (Kingsmark), или Кинемарк (Kinemark) по преданию был вождём племени, жившим в Уэльсе, где ему посвящено несколько храмов. Книга Ллан Дав (Llan Dav) сообщает, что он был учеником св. Дифрига (Dyfrig). Его именем назван Ллангинфарх (Llangynfarch) неподалёку от Чепстоу (Chepstow). Один из храмов, посвящённых св. Кинфарху находится в Лланфэйр Диффрин Клвид (Llanfair Dyffryn Clwyd). Там имеется изображение св. Кинфарха (Sanctus Kynvarch) на витраже.

## Тропарь св. Кинфарху, глас 8
Seeing that many were brought to Christ by the radiant example of thy virtuous life
and thy missionary labours, O holy Cynfarch, 
pray that we too may follow thee
in the service of our Saviour, that our souls may be saved.

## Источник
- Rachel Bromwich (gol.), Trioedd Ynys Prydein (Caerdydd, 1961; arg. newydd 1991). Atodiad II, a'r nodyn ar dud. 322.